# Izba Skarbowa w Łodzi
Izba Skarbowa w Łodzi – budynek izby skarbowej znajdujący się w Łodzi przy al. Kościuszki 83.
Budynek został wzniesiony w latach 1927–1929 według projektu Józefa Kabana z 1925. Relief na attyce budynku zaprojektował łódzki artysta rzeźbiarz Aleksander Czeczott (ur. 1896).
Budynek wpisany jest do rejestru zabytków pod numerem A/94 z 20.01.1971.